# کامنووو
کامنووو (به صربی: Kamenovo) یک منطقهٔ مسکونی در صربستان است که در پتروواتس نا ملاوی واقع شده‌است.